# Oldřiš (Blažejov)
Oldřiš (německy Ulrichsschlag) je malá vesnice, část obce Blažejov v okrese Jindřichův Hradec v Jihočeském kraji. Nachází se asi 2,5 kilometru severně od Blažejova. Je zde evidováno 46 adres. V roce 2011 zde trvale žilo 65 obyvatel. Potok Olešná napájí řadu rybníků východně od vsi.
Oldřiš leží v katastrálním území Oldřiš u Blažejova o rozloze 5,44 km².

## Historie
První písemná zmínka o vesnici pochází z roku 1560. V letech 1938 až 1945 byl Oldřiš v důsledku uzavření Mnichovské dohody přičleněn k nacistickému Německu.

## Obyvatelstvo
| Rok            | 1869 | 1880 | 1890 | 1900 | 1910 | 1921 | 1930 | 1950 | 1961 | 1970 | 1980 | 1991 | 2001 | 2011 | 2021 |
| -------------- | ---- | ---- | ---- | ---- | ---- | ---- | ---- | ---- | ---- | ---- | ---- | ---- | ---- | ---- | ---- |
| Počet obyvatel | 473  | 423  | 372  | 315  | 339  | 327  | 289  | 221  | 176  | 152  | 102  | 88   | 86   | 65   | 68   |
| Počet domů     | 64   | 63   | 58   | 57   | 58   | 58   | 60   | 49   | 43   | 39   | 29   | 35   | 43   | 48   | 48   |

## Obecní správa
Při sčítání lidu v letech 1850–1963 Oldřiš byl samostatnou obcí v okrese Jindřichův Hradec. V letech 1964–1988 byl částí obce Blažejov v okrese Jindřichův Hradec. Od 1. ledna 1989 do 30. června 1990 byl částí obce Hospříz v okrese Jindřichův Hradec. Od 1. července 1990 je opět částí obce Blažejov v okrese Jindřichův Hradec. V letech 1850–1920 k obci patřil Dvoreček.

## Pamětihodnosti
Kulturní památky ČR:
- Venkovská usedlost čp. 28
- Boží muka
- Balvan s mísou při lesní cestě za rybníky

Další památky:
- Kaple na návsi
- Kaplička v jižní části vesnice

## Osobnosti
- Adalbert Jaksch (1826–1911), hudební učitel, dirigent a skladatel[9]